# Chrást (ort i Tjeckien, Plzeň)
Chrást är en ort i Tjeckien.   Den ligger i regionen Plzeň, i den västra delen av landet, 70 km väster om huvudstaden Prag. Chrást ligger 340 meter över havet och antalet invånare är 1 700.
Terrängen runt Chrást är huvudsakligen platt, men österut är den kuperad. Runt Chrást är det tätbefolkat, med 411 invånare per kvadratkilometer. Närmaste större samhälle är Plzeň, 9,7 km sydväst om Chrást. I omgivningarna runt Chrást växer i huvudsak blandskog.